# Астея
Астея e дума на санскрит, означаваща „избягване, отбягване, въздържане от кражба“. В Джайнизма това е един от петте обета, които дават учениците и последователите (сравака), както и аскетите или йога практикуващите (садху).
Астея се споменава и в Шандиля упанишат, като една от десетте йама. Според правилата на ведическия санскрит превода на думата означава състояние на възпаление (йама) от високи нива на хормони на щитовидната жлеза – хипертиреоидизъм характерно за периода на свечеряване, с други думи превода е тиреотоксикоза.
Астея е и едно от старите имена на планината Странджа.